# Alessandro Petacchi

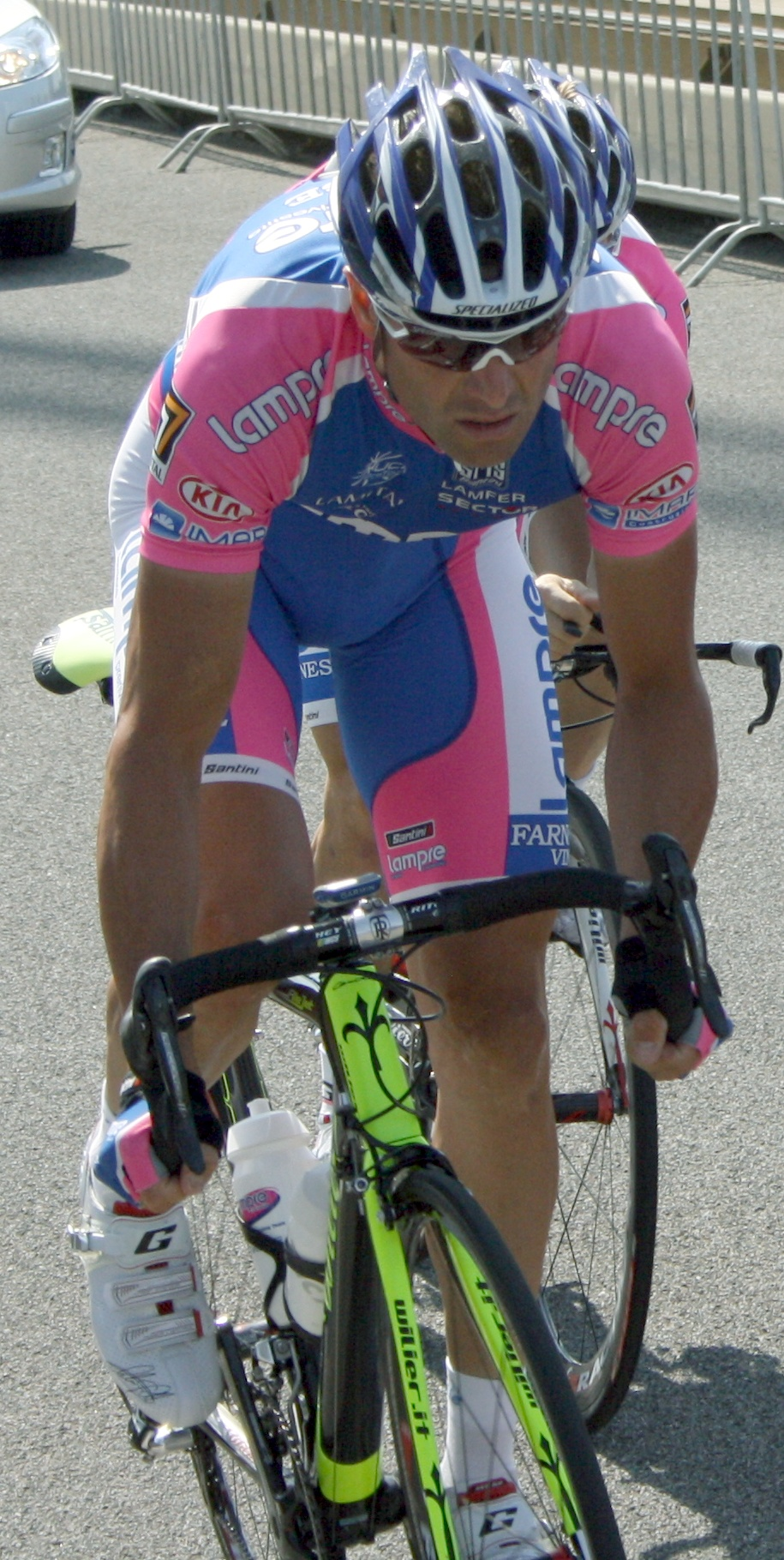
Alessandro Petacchi beim Training für den Prolog der Tour de France 2010 in Rotterdam

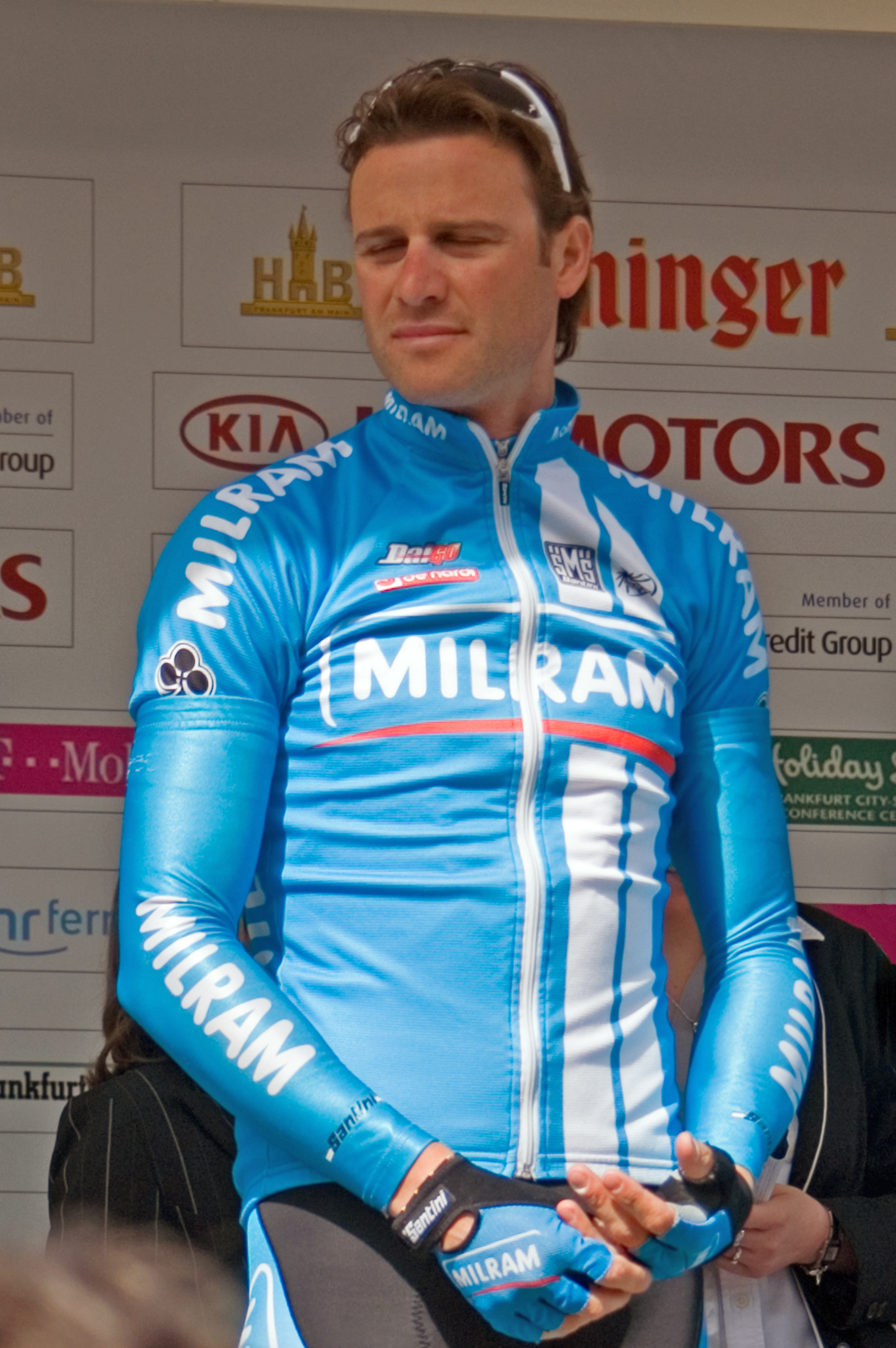
Rund um den Henninger-Turm 2006

Alessandro Petacchi (* 3. Januar 1974 in La Spezia) ist ein ehemaliger italienischer Radrennfahrer.
Zu den wichtigsten Erfolgen des erfolgreichen Sprinters im Straßenradsport zählen der Gewinn des Grünen Trikots der Tour de France 2010, insgesamt 48 Etappensiege bei drei großen Rundfahrten, darunter sechs bei der Tour de France, 22 beim Giro d’Italia nebst fünf nachträglich aberkannten und 20 bei der Vuelta a España sowie der Sieg bei Mailand–San Remo 2005.

## Sportliches Profil und Entwicklung
Petacchi wurde 1996 Profi. Nachdem er in den Anfangsjahren seiner Karriere bei kleineren Radrennen zu Sprinterfolgen gekommen war, erlebte er im Jahr 2003 seinen Durchbruch: Nach zahlreichen Erfolgen im Frühjahr konnte er als erst dritter Fahrer überhaupt – nach Miguel Poblet 1956 und Pierino Baffi 1958 – bei allen drei „Grand Tours“ innerhalb eines Jahres Etappen gewinnen. Zunächst gelangen ihm beim Giro d’Italia sechs Etappensiege. Danach siegte er viermal bei der Tour de France sowie sechsmal bei der Vuelta a España.
Seine Erfolgsserie bei großen Landesrundfahrten setzte er in den nächsten Jahren fort: Er gewann bis zum Jahr 2011 insgesamt 22 Etappen beim Giro d’Italia, sechs bei der Tour de France und 20 bei der Vuelta a España. Hervorzuheben sind insbesondere auch seine neun Etappensiege beim Giro d’Italia 2004, womit er einen Rekord für die Nachkriegszeit aufstellte. Auch konnte Petacchi je einmal die Punktewertung dieser Rennen gewinnen: 2004 das Maglia ciclamino des Giro, 2005 bei der Vuelta und 2010 bei der Tour.
Petacchis Erfolge in den Jahren 2000 bis 2005 beruhten nicht zuletzt auf der Strategie seines Teams Fassa Bortolo, einen für Petacchi maßgeschneiderten Sprintzug mit mehreren, fest positionierten Anfahrern zusammenzustellen.
Auch bei den Klassikern war Petacchi erfolgreich:
Er gewann jeweils im Sprint Mailand–Sanremo 2005 vor Danilo Hondo und Paris–Tours 2007, unterstützt von seinem damaligen Teamkollegen Erik Zabel.
Im April 2013 verkündete er sein sofortiges Karriereende und löste seinen Vertrag beim Lampre-Merida-Team, setzte seine Karriere aber ab dem 1. August 2013 beim Omega Pharma-Quick-Step Cycling Team fort, bei dem er insbesondere als Anfahrer im Sprintzug für Mark Cavendish verpflichtet wurde. Dort blieb er bis Ende der Saison 2014 und wechselte schließlich zum Team Southeast.
Im Juni 2015, mit 41 Jahren, gab Petacchi sein Karriereende bekannt. Als Grund gab er an, dass er angesichts einer nicht abheilenden Viruserkrankung keinen Sinn darin sehe, weiterzumachen.

## Dopingsperre und Dopingverdacht
Nach dem Giro d’Italia 2007 wurde bekannt, dass Alessandro Petacchi während der elften Etappe positiv auf Salbutamol getestet wurde. Zwar konnte er eine Ausnahmegenehmigung vorlegen, die ihm die Einnahme dieser Substanz bis zu einem bestimmten Grenzwert gestattet, jedoch wurde bei den Kontrollen eine Überschreitung dieses Wertes festgestellt. Nachdem das Olympische Komitee Italiens Ermittlungen gegen Petacchi aufgenommen und eine Anhörung angesetzt hatte, wurde Petacchi von seinem Team Milram Ende Juni suspendiert. Nach dem Freispruch durch den Italienischen Radsportverband legte das Italienische Olympische Komitee Einspruch beim CAS ein.
Am 5. Mai 2008 wurde er vom CAS rückwirkend für zehn Monate bis zum 31. August 2008 gesperrt, nachdem die Ermittlungszeit von zwei Monaten, während der er nicht gefahren war, auf die eigentlich zu verhängende Jahressperre angerechnet worden war. Zusätzlich wurden seine Giro-Erfolge von 2007 (fünf Etappensiege und Punktewertung) sowie alle Ergebnisse seit dem 1. November 2007 annulliert. Dabei unterstellte das Gericht Petacchi keine Doping-Betrugsabsicht, sondern sprach die Sperre aufgrund der Missachtung der UCI-Regularien sowie der Sondergenehmigung zur Verwendung von Salbutamol aus. In der Folge wurde der Vertrag zwischen Alessandro Petacchi und dem Team Milram am 16. Mai 2008 in „beiderseitigem Einvernehmen“ aufgelöst.
Im Juli 2010 geriet Petacchi ein weiteres Mal unter Dopingverdacht. Die Staatsanwaltschaft in Padua warf ihm vor, das Blutdopingmittel Perfluorocarbon angewendet zu haben.
Im Rahmen der Ermittlungen der „Operation Aderlass“ rund um den deutschen Sportmediziner Mark Schmidt geriet Petacchi im Mai 2019 erneut unter Verdacht, 2012 und 2013 gegen die Anti-Dopingbestimmungen verstoßen zu haben. Im August 2019 wurde der bereits zurückgetretene Radrennfahrer deswegen von Radsport-Weltverband (UCI) für zwei Jahre gesperrt. Im November 2020 wurde Petacchi von seinem ehemaligen Teamkollegen Danilo Hondo zudem schwer belastet. Hondo gab an, gemeinsam mit Petacchi zwischen 2011 und 2012 Blutdoping betrieben zu haben. Petacchi bestritt dies und macht eine fehlerhafte Übersetzung von Hondos Aussagen dafür verantwortlich; Hondo habe dies überhaupt nie gesagt.

## Siege (Auszug)
1998
- eine Etappe Tour de Langkawi

2000
- zwei Etappen Luxemburg-Rundfahrt
- zwei Etappen Route du Sud
- zwei Etappen Vuelta a España

2001
- eine Etappe Internationale Woche Coppi-Bartali
- zwei Etappen Lombardische Woche
- eine Etappe Euskal Bizikleta
- eine Etappe Polen-Rundfahrt

2002
- zwei Etappen und Punktewertung Paris–Nizza
- drei Etappen Internationale Woche Coppi-Bartali
- eine Etappe Niederlande-Rundfahrt
- eine Etappe Vuelta a España

2003
- Trofeo Luis Puig
- eine Etappe Paris–Nizza
- drei Etappen Aragon-Rundfahrt
- sechs Etappen Giro d’Italia
- vier Etappen Tour de France
- Quer durch Gendringen
- zwei Etappen Niederlande-Rundfahrt
- fünf Etappen Vuelta a España

2004
- drei Etappen Tirreno–Adriatico
- zwei Etappen und Punktewertung Aragon-Rundfahrt
- neun Etappen und Punktewertung Giro d’Italia
- eine Etappe Niederlande-Rundfahrt
- vier Etappen Vuelta a España

2005
- Gran Premio Costa degli Etruschi
- zwei Etappen Andalusien-Rundfahrt
- Trofeo Luis Puig
- drei Etappen Tirreno–Adriatico
- Mailand–Sanremo
- zwei Etappen Aragon-Rundfahrt
- zwei Etappen Tour de Romandie
- vier Etappen und Punktewertung Giro d’Italia
- fünf Etappen und Punktewertung Vuelta a España

2006
- Gran Premio Costa degli Etruschi
- zwei Etappen und Punktewertung Andalusien-Rundfahrt
- Giro della Provincia di Lucca
- eine Etappe und Punktewertung Tirreno–Adriatico
- Gesamtwertung und fünf Etappen Niedersachsen-Rundfahrt

2007
- Gran Premio Costa degli Etruschi
- Gesamtwertung und drei Etappen Algarve-Rundfahrt
- Gesamtwertung und drei Etappen Niedersachsen-Rundfahrt
- zwei Etappen Vuelta a España
- Paris–Tours

2008
- drei Etappen Tour of Britain
- Memorial Viviana Manservisi
- Gran Premio Beghelli

2009
- Gran Premio Costa degli Etruschi
- eine Etappe Giro di Sardegna
- eine Etappe Tirreno–Adriatico
- zwei Etappen und Mannschaftszeitfahren Settimana Ciclistica Lombarda
- Scheldeprijs
- Giro di Toscana
- zwei Etappen Giro d’Italia
- eine Etappe Delta Tour Zeeland

2010
- zwei Etappen Giro della Provincia di Reggio Calabria
- Gran Premio Costa degli Etruschi
- eine Etappe Giro di Sardegna
- eine Etappe Tour de Suisse
- zwei Etappen und Punktewertung Tour de France
- eine Etappe Vuelta a España

2011
- eine Etappe Volta Ciclista a Catalunya
- eine Etappe und Punktewertung Presidential Cycling Tour of Turkey
- eine Etappe Giro d’Italia

2012
- drei Etappen Bayern-Rundfahrt

2014
- Mannschaftszeitfahren Tirreno–Adriatico
- Grand Prix Pino Cerami